# Glaciar Briggs
Glaciar Briggs (en inglés: Briggs Glacier) es un glaciar ubicado entre el Monte Worsley y el Pico El Tridente, en el centro de Georgia del Sur, que fluye al noroeste del Campo de nieve Murray. Se trazó como un glaciar que fluye en la dirección de la Bahía de la Posesión en 1929 por el capitán de corbeta John M. Chaplin, de la Marina Real Británica (1888-1977). Chaplin era el oficial a bordo de la encuesta en el RRS Discovery durante el Descubrimiento Oceanográfico Expedición de 1925-1927, y más tarde fue a cargo de un partido de levantamientos hidrográficos en el sur de Georgia, 1928-1930. 
Glaciar Briggs fue nombrado para el marinero de CA Briggs, uno de los tripulantes del RRS Discovery en 1925-1927 y miembro del partido de la encuesta de Chaplin en 1928-1930. Durante la Encuesta de Georgia del Sur 1955-1956, la complicada zona de los glaciares y campos de nieve al sur de la bahía de la Posesión fue por primera vez objeto de reconocimiento de los detalles, y Glaciar Briggs fue reubicado.